# Sphagnum costae
Sphagnum costae är en bladmossart som beskrevs av H. Crum och Pinheiro da Costa 1994. Sphagnum costae ingår i släktet vitmossor, och familjen Sphagnaceae. Inga underarter finns listade i Catalogue of Life.